# Spektroskopia masowa jonizacji termicznej
Spektroskopia masowa jonizacji termicznej (ang. Thermal ionization mass spectrometry, TIMS) jest metodą spektrometrii masowej służącą do rozpoznawania izotopów pierwiastków. Metoda charakteryzuje się bardzo dużą czułością. Technika jest szeroko używana w geochemii, geochronologii i astrochemii izotopów.
Początkowo czysta chemicznie próbka jest ogrzewana w celu wywołania jonizacji atomów próbki. Jony za pomocą elektromagnesu są skupiane w wiązkę, a następnie rozdzielane ze względu na stosunek masy do ładunku jonu na pojedyncze wiązki w polu magnetycznym. Wiązki trafiają do odbiorników, gdzie zamieniane są na napięcie elektryczne. Porównanie napięć odpowiadających poszczególnym wiązkom dają dokładne proporcje izotopów.